# Leticia Cicero
María Leticia Cicero Bidegain (Libertad, 11 de junio de 1981) es una ingeniera química, cocinera y personalidad de televisión y radio uruguaya, conocida por participar de la primera temporada del concurso culinario MasterChef Uruguay, en el cual terminó en segundo lugar.

## Biografía
Nació el 11 de junio de 1981 en Libertad, Departamento de San José. Su padre falleció antes de que naciera, y su madre, Estela Bidegain estudió química junto a ella, siendo compañera de generación en la universidad y graduándose como química farmacéutica y bioquímica clínica; tiene dos hermanos.
En 2005 Cicero se graduó como Ingeniera Química de la Universidad de la República, y un año más tarde obtuvo un máster en gestión y tratamiento de residuos por la Universidad Autónoma de Madrid. En 2010 se diplomó en pastelería en el Instituto Gato Dumas. Trabajó durante diez años en el Ministerio de Agricultura, Ganadería y Pesca.
En 2017 participó en la primera temporada del reality culinario, MasterChef Uruguay emitido por Canal 10, resultando en segundo lugar por detrás Nilson Viazzo. Tras finalizar el certamen, comenzó La receta de Leticia, un segmento culinario en el programa matutino de Canal 10, La mañana en casa. En abril de 2018 estrenó una columna en el programa radial No toquen nada, de la emisora Del Sol FM.
En 2020 lanzó su primer libro, Entre la química y la cocina, de la editorial Penguin Random House, con el sello Grijalbo. El mismo fue galardonado con el Gurmand World Cookbook Awards.

## Trayectoria
| Programas     | Programas          | Programas  | Programas                        |
| Año           | Título             | Canal      | Rol                              |
| ------------- | ------------------ | ---------- | -------------------------------- |
| 2017          | MasterChef Uruguay | Canal 10   | Participante; subcampeona        |
| 2017-presente | La mañana en casa  | Canal 10   | Conductora de segmento culinario |
| Radio         |                    |            |                                  |
| Año           | Título             | Canal      | Personaje                        |
| 2018-presente | No Toquen Nada     | Del Sol FM | Columnista                       |

## Libros
- 2020, Entre la química y la cocina ISBN 9789974903616

## Vida personal
Está casada con Joel Fregosi; el matrimonio tiene tres hijos: Clara, Paz y Teo.